# Fanizani Akuda
Fanizani Akuda, né le 11 novembre 1932 à Mteya près de Chipata (Zambie) et mort le 5 février 2011 à Chitungwiza (Zimbabwe), est un sculpteur sur pierre zimbabwéen.

## Expositions
- Philippe Berry, Fanizani Akuda, Colleen Madamombe, Richard Mteki, Lameck Bonjisi, Zephaniah Tshuma, Richard Di Rosa, Philippe Desloubières, Olivier Sultan, Martial Verdier, Musée des arts derniers, 28 rue Saint-Gilles, Paris, 2003.